# Margarete Mewes
Margarete Mewes (ur. 14 lutego 1914 w Fürstenbergu, zm. 12 grudnia 1998 w Soest) – niemiecka nadzorczyni SS (SS-Aufseherin) w nazistowskim obozie koncentracyjnym Ravensbrück.

## Życiorys
Urodziła się w Fürstenbergu, miejscowości która leżała po drugiej stronie jeziora, nad którym położony był obóz koncentracyjny Ravensbrück. W 1939 Mewes złożyła podanie o pracę nadzorczyni SS w obozie, który był ciągle rozbudowywany. SS zaakceptowała podanie i wysłała kandydatkę na przeszkolenie.
Od stycznia do lipca 1943 była w obozie Ravensbrück nadzorczynią SS, a następnie kierowniczką cel więziennych względnie w bunkrze i pełniła służbę do oswobodzenia obozu przez armię radziecką w kwietniu 1945. Po pracy wracała codziennie do swojego domu w Fürstenbergu.
W pierwszym hamburskim procesie załogi Ravensbrück, toczącym się od 5 grudnia 1946 do 3 lutego 1947 odpowiadała przed brytyjskim Trybunałem Wojskowym. Więźniarka Isa Vermehren, powołana jako świadek odciążającym winę Mewes, zeznawała, iż oskarżona była „przyzwoita” i „nieprzekupna” (podobne zeznania na korzyść oskarżonych były składane zazwyczaj przez kobiety należące w obozie do uprzywilejowanych grup więźniarek).
Ostatecznie Trybunał Wojskowy skazał Mewes (za udział w maltretowaniu więźniarek) na 10 lat pozbawienia wolności. Skazana została zwolniona z więzienia 26 lutego 1952 za „dobre sprawowanie”. Mewes żyła następnie w Hameln oraz Körbecke, gdzie pracowała jako kelnerka. W 1968 wyszła za mąż. Zmarła w 1998, nie budząc do tego czasu zainteresowania.